# Belagerung von Bursa
Belagerung von Bursa (auch Prusa, Prousa, Brusa oder Broussa) bezeichnet die Belagerung von Bursa durch die osmanischen Truppen von 1317/20 bis zur Einnahme am 6. April 1326, als die Osmanen einen Plan aufstellten, um Prusa zu erobern. Die Osmanen hatten noch nie eine Stadt erobert; der Mangel an Fachwissen und angemessener Belagerungsausrüstung in dieser Phase des Krieges führte dazu, dass die Stadt erst nach sechs oder neun Jahren fiel.
Der Historiker Laonikos Chalkokondyles bemerkt, dass die Osmanen den byzantinischen Bürgerkrieg von 1321–1328 ausnutzten, um die Stadt zu erobern. Nach einigen Quellen starb Osman I. kurz vor dem Fall der Stadt an natürlichen Ursachen, während andere vermuten, dass er lange genug lebte, um von dem Sieg auf seinem Sterbebett zu hören, und wurde danach in Bursa begraben.

## Nachwirkungen
Nach dem Fall der Stadt machte Osmans Sohn und Nachfolger Orhan Bursa zur ersten offiziellen osmanischen Hauptstadt, und dies blieb bis 1366 so, als Edirne die neue Hauptstadt wurde. Infolgedessen nimmt Bursa als Gründungsstadt und als Geburtsort der osmanischen Architektur (Große Moschee von Bursa (1399), Bayezid-I-Moschee (1395), Hüdavendigar-Moschee (1385) und Yeşil-Moschee (1421)) einen besonderen Platz in der osmanischen Geschichte ein. Während seiner Regierungszeit förderte Orhan das städtische Wachstum durch den Bau von Gebäuden wie Imarets, türkischen Bädern, Moscheen, Gasthäusern und Karawansereien. Außerdem baute er eine Moschee und eine Medrese im heutigen Hisar-Distrikt. Nach seinem Tod wurde er dort in seiner Türbe (Mausoleum) neben seinem Vater begraben. Der muslimische Reisende Ibn Battuta, der 1331 Bursa besuchte, war vom Sultan beeindruckt und empfand Bursa als eine angenehme Stadt.

„...mit schönen Basaren und breiten Straßen, die allseitig von Gärten und fließenden Quellen umgeben sind.“